# Plethodon punctatus
Plethodon punctatus är en groddjursart som beskrevs av Richard Highton 1972. Plethodon punctatus ingår i släktet Plethodon och familjen lunglösa salamandrar. IUCN kategoriserar arten globalt som nära hotad. Inga underarter finns listade i Catalogue of Life.